# Vinova loza
Vinova loza (lat. Vitis vinifera) biljka je iz porodice Vitaceae. Neki od uobičajenih naziva u Hrvatskoj su još čokot, loza, trs, vinoloza ili vinski trs.

## Opis
Vinova loza je biljka penjačica. Izrastanjem se oblikuje u grm a visina joj varira između 5 i 15 m. Dugački izdanci koji se razvijaju iz osnovnih mladica, razlikuju se od kratkih koji se razvijaju iz pazuha listova. 
Listovi su različitih oblika i također različite zelene boje što ovisi o vrsti vinove loze. Cvate od lipnja do srpnja, a cvatnja traje samo 4 do 5 dana.
Plod grožđe je u obliku grozda, dozrijeva od srpnja do listopada, što ovisi o sorti i podneblju gdje raste. Veličina zrna i boja ploda se razlikuju od vrste do vrste, a plod se može koristiti svjež, sušen te prerađen u voćne sokove ili alkohol. Najpoznatiji proizvod ploda vinove loze je vino.

## Rasprostranjenost
Ova biljka uspijeva od Dalekog istoka sve do srednje Europe. Uzgaja se u Aziji, Europi, Africi, južnoj i sjevernoj Americi, Novom Zelandu, Australiji, a može je se naći čak i u nekim južnim dijelovima Sibira.

### Uzgoj vinove loze u Hrvatskoj
Zahvaljujući reljefu, klimi i tlu te nekim drugim čimbenicima, u Hrvatskoj je moguće uzgajati više kvalitetnih sorti vinove loze od koji se mogu proizvesti vrhunska vina. U svijetu vinogradarstva poznaju pet zona uzgoja, koje se kategoriziraju po broju sunčanih sati i temperaturi, što su glavne pretpostavke uzgoja kvalitetnih sorti.
Hrvatska je jedna od rijetkih zemalja koja ima svih pet zona. Ona najsunčanija, pa samim tim i najpovoljnija, započinje južno od Splita, a završava južno od Dubrovnika, u Konavlima, uključujući i srednjodalmatinske otoke. Petu zonu nema čak ni Francuska, koja je vinogradarska velesila te prva zemlja po proizvodnji vina u svijetu.

## Povijest uzgoja
Uz pšenicu, ječam i masline, vinova loza je jedna od najstarijih uzgajanih biljnih kultura. Najvjerojatnije potječe iz okolice Kaspijskog mora ili južne Europe. Lozu su uzgajali stari Feničani, a s otočja između Azije i Grčke,  vinova loza je preko Grčke stigla i na jadranske otoke, Siciliju i na Apeninski poluotok. Pouzdano se zna da se loza prije 6.000 godina uzgajala u Egiptu. Na prostor današnje Hrvatske ovu je biljku donio rimski car Marko Aurelije, a raširio ju je po cijeloj Panoniji.
1874. godine u Europu je iz Amerike donesena plijesan (peronospora) a prvi puta se pojavila u engleskim vinogradima. 1860. godine u Francuskoj se pojavila trsna uš (filoksera) koja se vrlo brzo proširila po cijeloj Europi i uništila svu europsku lozu. Nakon takve katastrofe i uz puno truda te uloženih financijskih sredstava podignuti su novi vinogradi čija je podloga bila američka loza.
Na području Hrvatske vinovu lozu su uzgajali starosjedioci u Hrvatskoj, nakon čega su razvoj vinogradarstva nastavili Grci, a tu su tradiciju dolaskom na ove prostore nastavili i Hrvati. Za vrijeme kneza Mutimira postojao je peharnik ili vinotoča, dvorski časnik zadužen za čuvanje i točenje vina. Procvat hrvatskog vinogradarstva nastavlja se u Srednjem vijeku. Površina s nasadima vinove loze 1888. godine bila je 172 tisuće hektara, što je bilo tri puta više nasada nego danas.
Vinova loza je, kao važna kultura u Hrvatskoj, našla svoje mjesto i na pozadini kovanice od 2 lipe.

## Bolesti vinove loze
Vinova loza podložna je nekim bolestima zbog kojih može propasti cijeli urod.
Peronospora (lat. Plasmopara viticola) je najpoznatija bolest koja napada vinovu lozu. Preduvjeti za ovu bolest, koji su najčešći sredinom svibnja su temperatura tla 8°C u trajanju od minimalno 24 sata, oborine i vlaga na listu u trajanju minimalno 4 do 6 sati, te listić promjera 5-10 cm. Peronospora napada sve organe vinove loze. Najkarakterističniji simptomi se javljaju na lišću, cvjetovima i grozdovima. Na lišću se pokazuju kao lako prozirne pjege, a u njima se s naličja za vlažnog vremena stvara bjeličasta paperjasta prevlaka. Na grozdovima se peronospora ispoljava od zametanja pa do šaranja bobica. Zaražene bobice prvo dobivaju plavičastu a zatim mrku boju, smežuravaju se i sasušuju.
U Europu je ova bolest prenesena iz Amerike oko 1874. godine, a Hrvatskoj je u nekim vinogorjima zapažena 1882. Jedna je od najštetnijih bolesti u vinogradarstvu čitavog svijeta. Svake godine, u našoj kao i u ostalim zemljama, nanosi osjetne gubitke, a u godinama peronospore može i pored primjene zaštitnih mjera upropastiti najveći dio berbe te ozbiljno iscrpiti lozu zbog masovnog uništavanja lišća. Tretira se kemijskim sredstvima.
Siva plijesan vinove loze (lat. Botrytis cinerea) je bolest koja se najčešće pojavljuje pred berbu, a izaziva sivu trulež pojedinih bobica ali i čitavih grozdova. Ponekad se može javiti i ranije ali je najopasnija tijekom dozrijevanja. Obično napada jedan grozd ali ako su grozdovi gusto zbijeni može napasti cijeli trs. Bobice napada kroz otvorene rane i pukotine koje nastaju iz više razloga: napad grožđanih moljaca, pucanje bobe zbog napada pepelnice, pucanje bobice zbog plitkog korijena nakon jače kiše, jak vjetar, tuča, napad osa pred zrenje.
Osim što napada bobice i grozd, ova plijesan može napasti i tek propupale pupove, vrhove izboja i listove. Pup i dio izboja zbog napada odumire, a list dobije smeđe pjege. Bolest se može tretirati.
Pepelnica vinove loze (lat. Uncinula necator) bolest je koja napada zelene dijelove loze. Na tim dijelovima zbog bolesti se stvaraju sivkaste prevlake zbog čega se mlado lišće deformira, a često i suši. Zaražene bobice u cijelosti budu pokrivene sivopepeljastom prevlakom što također kao i kod lista dovodi do sušenja i smežuravanja ploda. Kod kasnijih napada bobice pucaju i postaju podložnije sivoj plijesni. Ova se bolest tretira kemijskim sredstvima.
Osim navedenih bolesti vinovu lozu mogu napasti i crna pjegavost (lat. Phomopsis viticola), crvena palež (lat. Pseudopeziza tracheiphilla) i crna trulež (lat. Guignardia bidwellii).

## Sorte
U Hrvatskoj postoji oko 130 autohtonih sorti vinove loze, a Plavac mali crni je najznačajnija dalmatinska i hrvatska vinska sorta iz koje se proizvodi naše najpoznatije autohtono crno vino Dingač, koje je 1961. godine postalo prvo naše vino sa zaštićenim geografskim porijeklom. Od iste sorte se proizvodi i Postup, od 1967. godine drugo naše zaštićeno vino.
Osim plavca malog crnog, neke od sorti koje se uzgajaju u Hrvatskoj su graševina, malvasija dubrovačka, malvazija, pošip, maraština, žlahtina i brojne druge.
Dodatak:Popis nekih sorti bijelog vina

## Galerija
- Vinograd u Okrugu Gornjem
- Trsovi puni ploda
- Pred berbu
- Bijela sorta Rizling
- Muškat hamburg u fazi dozrijevanja
- Grozd sorte Crna čarolija (Black magic)

## Vanjske poveznice
- Njegovo veličanstvo Plavac mali[neaktivna poveznica]
- Povijest uzgoja vinove loze na Korčuli  Arhivirana inačica izvorne stranice od 27. lipnja 2009. (Wayback Machine)
- Povijesni osvrt na uzgoj vinove loze na području virovitičkog vinogorja  Arhivirana inačica izvorne stranice od 30. siječnja 2009. (Wayback Machine)
- Vinogradarstvo i vinarstvo u Tuhlju  Arhivirana inačica izvorne stranice od 11. rujna 2008. (Wayback Machine)
- Vinogradarstvo na području Daruvara  Arhivirana inačica izvorne stranice od 21. veljače 2009. (Wayback Machine)